# Eritreisch-portugiesische Beziehungen
Die eritreisch-portugiesischen Beziehungen umfassen die bilateralen Beziehungen zwischen Eritrea und Portugal. Die Länder unterhalten direkte diplomatische Beziehungen.
Das Verhältnis zwischen dem südeuropäischen EU-Mitglied Portugal und dem seit seiner Unabhängigkeit 1993 autoritär regierten und von wirtschaftlichen und außen- und innenpolitischen Problemen gebeutelten Eritrea am politisch instabilen Horn von Afrika sind bislang sehr schwach ausgeprägt. So sind bilaterale Handelsbeziehungen oder ein gegenseitiger Kulturaustausch bisher kaum existent, sie teilen keine gegenseitige Einwanderungsgeschichte, und politische Beziehungen über die gemeinsame UNO-Mitgliedschaft hinaus bestehen kaum. Es gibt jedoch einige historische Bezugspunkte, insbesondere die Anwesenheit der Portugiesen im heutigen Eritrea im 16. Jahrhundert. Zudem hat Portugal seit den 2010er Jahren eritreische Geflüchtete aus den prekären EU-Flüchtlingslagern vor allem in Griechenland aufgenommen, von denen ein Teil inzwischen legalisierte Aufenthaltsstatute erhielt.
Im Jahr 2019 waren 209 Staatsbürger Eritreas an einem Wohnsitz in Portugal gemeldet, davon mit 98 fast die Hälfte im Großraum Lissabon und Umgebung. 2005 waren keine Portugiesen konsularisch in Eritrea registriert.

## Geschichte

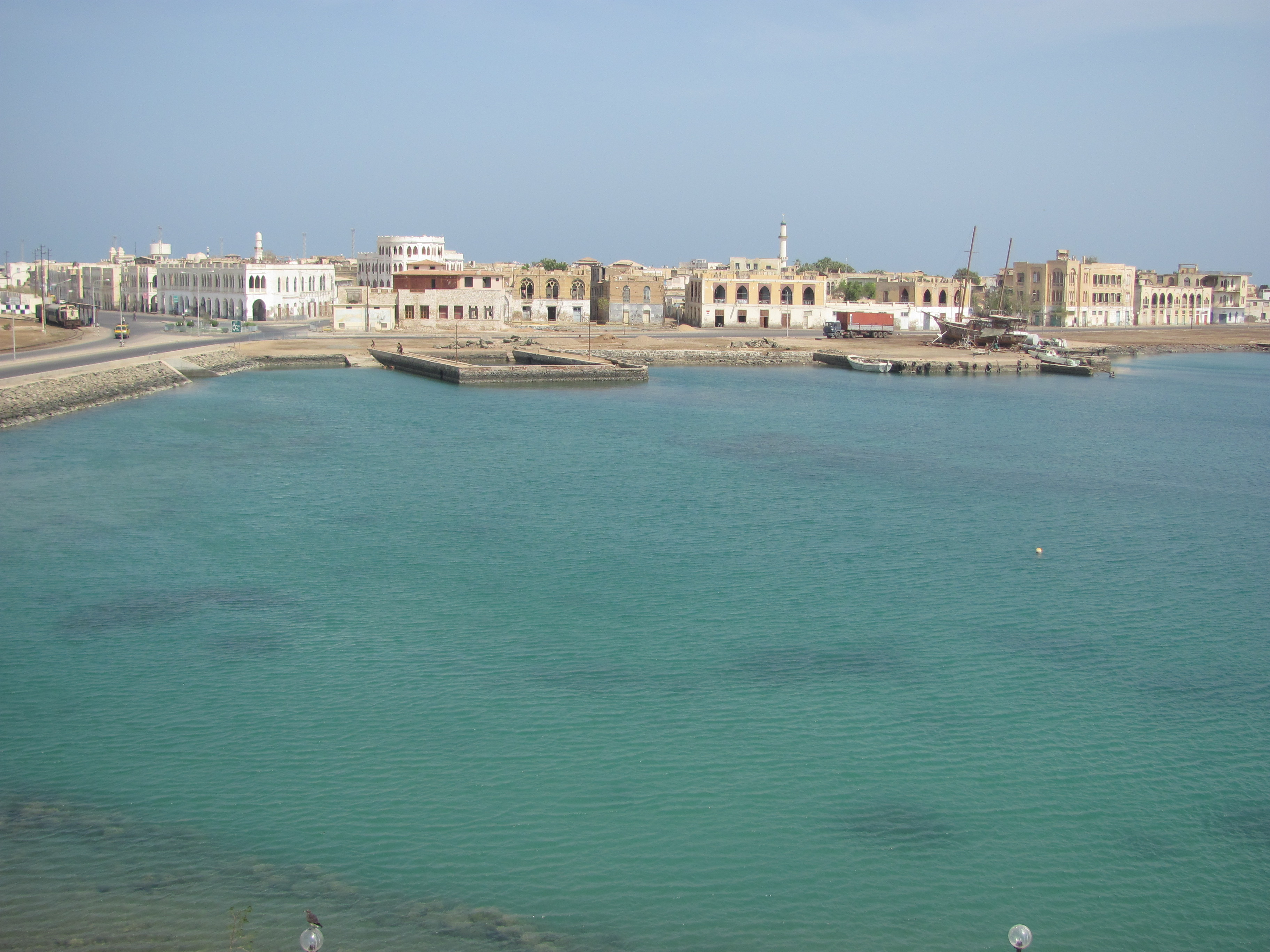
Das historische Zentrum der eritreischen Stadt Massaua rund um den alten Hafen: der Ort war früher eine bedeutende Handelsstadt. 1520 wurde sie von Portugal eingenommen.

Das Gebiet des heutigen Eritrea war als Teil des Aksumitischen Reichs und durch den Indienhandel zu einigem Wohlstand gekommen, bis es durch die Islamische Expansion ab dem 7. Jh. von den Handelsrouten zunehmend abgeschnitten wurde. Nach dem Untergang des Aksumitischen Reiches im 10. Jh blieb das Gebiet Eritreas christlich und gehörte teilweise zum Kaiserreich Äthiopien, während in den Küstenorten meist lokale Fürsten herrschten. Nach der Unterwerfung des nördlichen Teils durch das mamlukische Ägypten und des südlichen durch das spätere Sultanat Adal ab dem 13. bis ins 15. Jh. kamen seit Ende des 15. Jh, portugiesische Seefahrer auch ins Rote Meer, im Zuge der Entstehung des Portugiesischen Weltreichs. Seit 1520 kontrollierten sie mit Massaua die wichtigste Hafenstadt Eritreas.
Estêvão da Gama, Sohn Vasco da Gamas und seit 1540 Gouverneur von Portugiesisch-Indien, kämpfte von hier aus gegen das weiter nördlich beginnende Osmanische Reich. 1541 schickte er von Massaua aus eine Militärexpedition unter Führung seines Bruders Cristóvão da Gama nach Äthiopien, die dem christlichen Negus Claudius erfolgreich gegen die Eroberung durch das islamische Sultanat Adal beistand (Schlacht von Bacente 1542, Schlacht von Wayna Daga 1543).
Den Portugiesen gelang im Roten Meer jedoch keine dauerhafte Präsenz. Massaua wurde 1557 von den Osmanen erobert und Teil der türkischen Verwaltungsregion Habeş Eyaleti. Spätestens seit der Vertreibung der Portugiesen aus Äthiopien 1643 war der Kontakt der Portugiesen zum Gebiet des heutigen Eritrea dann ganz abgebrochen.
Im 19. Jh. wurde Eritrea weitgehend ägyptisch und sein wichtigster Hafen Massaua stieg erneut zu einer bedeutenden Handelsstadt auf. 1885 wurde Eritrea Italienische Kolonie, nach dem Zweiten Weltkrieg kam es zu Äthiopien. Fortan bestimmten die äthiopisch-portugiesischen Beziehungen das Verhältnis Eritreas und Portugals.
Nach einem langen Unabhängigkeitskampf wurde Eritrea 1993 unabhängig. Auch Portugal nahm danach diplomatische Beziehungen zu Eritrea auf, erstmals akkreditierte sich ein portugiesischer Vertreter am 8. Juni 1995 in Eritreas Hauptstadt Asmara. Gegenseitige Vertretungen richteten die beiden Staaten danach nicht ein.
Die anhaltenden Grenzstreitigkeiten mit seinen Nachbarn, v. a. der 1998 ausgebrochene und erst 2018 weitgehend beigelegte Grenzkrieg mit Äthiopien, verhinderten bislang bessere internationale Beziehungen Eritreas, die zudem auf Grund der anhaltenden massiven Wirtschaftsprobleme und Demokratiedefizite Eritreas erschwert werden. So bestimmen weiter Krisenmeldungen das öffentliche Bild Eritreas in Portugal, jedoch mischen sich auch positive Nachrichten über Integrationserfolge von aus Eritrea geflüchteten Menschen in Portugal darunter, etwa wenn ihnen ein Neuanfang als Neubürger in Portugal gelingt oder sie einem interessierten Publikum eritreische Küche vorstellen und erste eigene Restaurants eröffnen.

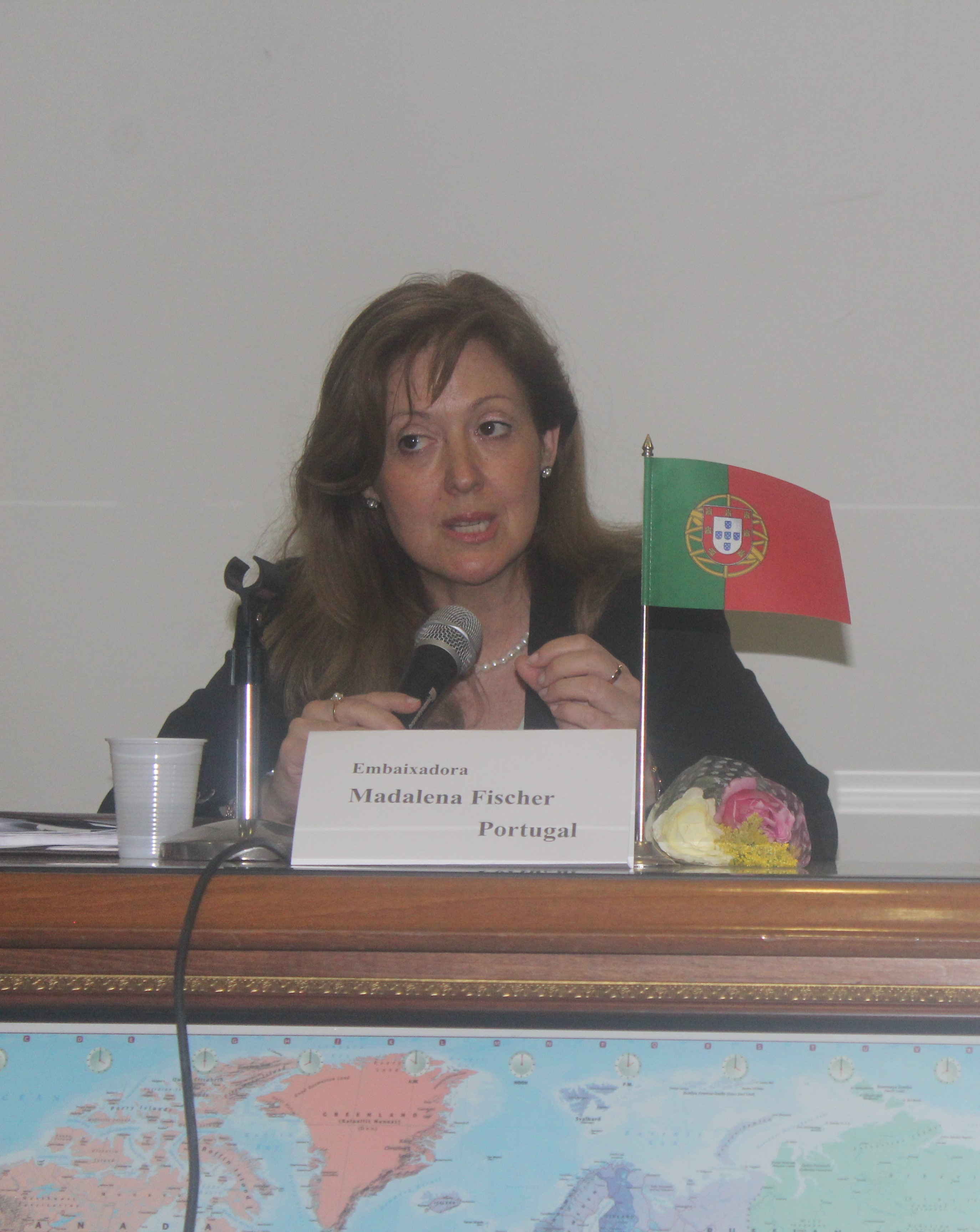
Portugals Botschafterin in Kairo, Maria Madalena Fischer (2016): Die portugiesische Botschaft in Kairo ist auch für Eritrea zuständig.

## Diplomatie
Eritrea führt keine eigene Botschaft in Portugal, das Land wird vom eritreischen Botschafter in Paris betreut. Auch Konsulate Eritreas sind in Portugal bisher nicht eingerichtet (Stand 2020).
Portugal unterhält ebenfalls keine eigene Botschaft in Eritrea, das Land gehört zum Amtsbezirk des portugiesischen Botschafters in Kairo (bis 2011 Nairobi). Auch ein Konsulat hat Portugal aktuell nicht in Eritrea geöffnet (Stand 2020).

## Wirtschaft
Das Handelsvolumen zwischen Eritrea und Portugal belief sich im Jahr 2017 auf 195.000 Euro (2016: 0,00 Euro; 2015: 71.000 Euro; 2014: 93.000 Euro; 2013: 27.000 Euro), ausschließlich portugiesische Exporte nach Eritrea, ausschließlich technisches Textilmaterial. Davor exportierte Eritrea zuletzt im Jahr 2013 Waren nach Portugal, im Wert von 35.000 Euro.
Die portugiesische Außenhandelskammer AICEP unterhält keine Niederlassung in Eritrea, das Land wird vom AICEP-Büro in der ägyptischen Hauptstadt Kairo betreut.

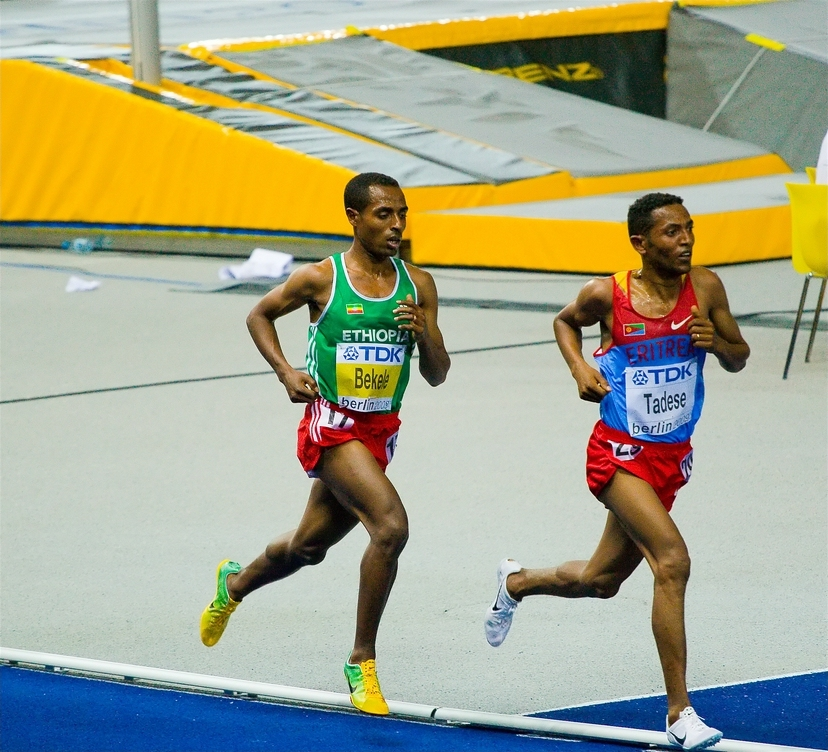
Zersenay Tadese 2009 in Berlin (rechts): im Folgejahr stellte der Eritreer den Streckenrekord beim Lissabon-Halbmarathon auf.

## Sport
Die Eritreische Fußballnationalmannschaft und die Portugiesische Fußballauswahl der Männer sind bisher noch nicht aufeinander getroffen, auch die Eritreische und die Portugiesische Frauenelf haben bislang noch nicht gegeneinander gespielt (Stand 2020).
Eritreische Leichtathleten treten regelmäßig auch bei Veranstaltungen in Portugal an. So liefen Dolshi Tesfu (2021) und Yemane Haileselassie (2018) jeweils persönliche Bestzeiten beim Lissabon-Halbmarathon, wo der Streckenrekord seit 2010 vom Eritreer Zersenay Tadese gehalten wird. Den Porto-Marathon gewann 2014 der Eritreer Workneh Fikre Serbessa, den Portugal-Halbmarathon gewann 2015 und 2016 der Eritreer Nguse Amlosom.